# Малды-Кукшум
Малды́-Кукшу́м (чув. Малти Кăкшăм) — деревня в Вурнарском районе Чувашской Республики. Входит в состав Алгазинского сельского поселения.

## География
Находится в центральной части Чувашии, на расстоянии приблизительно 10 км на север по прямой от районного центра поселка Вурнары.

## История
Известна с 1858 года, когда в ней проживало 246 человек. В 1897 году был учтен 321 житель, в 1926 — 83 двора, 413 жителей, в 1939 − 403 жителя, в 1979 − 218. В 2002 году было 79 дворов, в 2010 — 46 домохозяйств. В 1930 году был образован колхоз «Красный кавалерист», в 2010 действовал ООО "Агрофирма «Родник».

## Население
Постоянное население составляло 126 человек (чуваши 100 %) в 2002 году, 108 в 2010.